# Ханон, Юрий
Юрий Хано́н (Юрий Хано́нЪ, до 1993 года Юрий Ха́нин; наст. имя Юрий Феликсович Соловьёв-Савоя́ров; род. 16 июня 1965, Ленинград) — советский и российский композитор, писатель и художник; первый лауреат премии Европейской киноакадемии (FELIX) за лучшую музыку (1988 год) и дипломант российской премии «Ника» за 1989 год. Внук знаменитого в дореволюционном Петрограде артиста-эксцентрика, автора множества популярных песен и куплетов, Михаила Савоярова.
Получив известность в 1988—1992 годах в кинематографе, на телевидении и серией концертов, с 1993 года Юрий Ханон полностью свернул публичную деятельность. Среди академических композиторов Юрий Ханон выделяется своей крайне независимой, жёсткой позицией и замкнутым, герметическим образом жизни и творчества.

## Биография
В 1988 году окончил Ленинградскую государственную консерваторию им. Римского-Корсакова по классу композиции (профессор Владимир Цытович). Однако своими реальными учителями и предтечами Юрий Ханон называет двух композиторов-идеологов, особых в истории музыки: Александра Скрябина и Эрика Сати.
Юрий Ханон — не только композитор и философ (идеолог), он, кроме того, известен как писатель, художник, студийный пианист и ботаник-селекционер. Настоящий внук своего деда, «короля эксцентрики» 1910-х годов, Юрий Ханон отличается не только эксцентричным, но также независимым и герметичным характером. Более четверти века он ведёт замкнутый образ жизни, никогда не состоял и не состоит ни в одной профессиональной организации (будь то музыкальной или литературной). После 1992 года прекратил какие бы то ни было публичные выступления, интервью, концерты, телесъёмки и любое тиражирование своей музыки, полностью сконцентрировавшись на работе «в обществе самого себя».

«…Несомненно, Юрий Ханон вошёл в историю музыки как „самый закрытый композитор“. Получив в 23 года европейское признание и сделав сенсацию внутри страны, он просуществовал на публичном поле всего три года, а затем отказался продолжать так, как это принято. Захлопнув за собой дверь, и плотно задёрнув шторы, он сказал: „Всё, считайте, что меня Нет!“ …и мы, жившие в одно время с ним, не нашлись, что ему ответить»:96.— проф. Владимир Тихонов (Пак Ноджа)
Из всех музыкальных произведений наибольшей известностью в 1998—2008 годах пользовался одноактный балет «Средний дуэт» на музыку Ханона (первую часть «Средней симфонии»), поставленная Алексеем Ратманским в 1998 в Мариинском театре (номинация на премию «Золотая маска»), а в 2006 в Большом театре и театре Нью-Йорк Сити балет.

«Свою лучшую работу — „Средний дуэт“ на музыку Ханона — показал прошлогодний лауреат „Маски“ Алексей Ратманский. Хореография „Дуэта“ — динамичная, напряжённая, цельная, в лексике ничуть не уступающая мировым образцам — стала настоящим открытием. Преимущество Ратманского-хореографа выглядело очевидным. <…> В „Среднем дуэте“ отсутствие прежних исполнителей хореографию покалечило, но не убило окончательно: просто напряжённая пульсация вечных инь и ян приняла форму жестокого городского романса. Тем не менее, восьмиминутный „Средний дуэт“ подтвердил свою репутацию лучшего российского и единственного по-настоящему европейского балета». — (Татьяна Кузнецова, «КоммерсантЪ»)

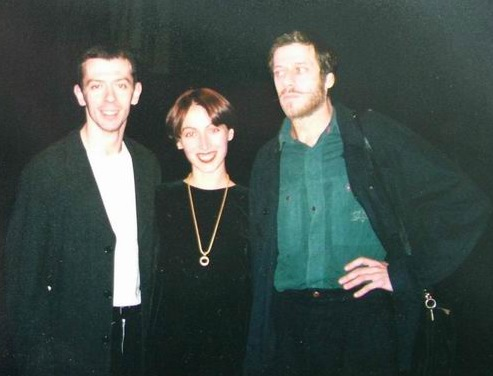
Алексей Ратманский, его жена Татьяна и Юрий Ханон на премьере «Среднего дуэта», 1998 г.

Весьма показательным и наглядным для более точной картины существования творчества этого автора является следующий факт: «Средний дуэт», показываемый по всему миру и поставленный на самых больших сценах, все десять лет использовался всеми вышеперечисленными (и многими другими) театрами и антрепризами пиратским образом, то есть — без составления авторского договора и отчислений.
С самого начала творческой «карьеры» свой род занятий (или профессию) Юрий Ханон настаивал на том, что он не относится к числу «композиторов», «писателей» или «художников». Занятие творчеством как таковым он рассматривает как наименее существенную из своих деятельностей. Композиторов и художников на этом свете, по его представлению, и без него более чем достаточно. «Невозможно выйти днём на улицу, чтобы не споткнуться о тело какого-нибудь очередного композитора или писателя», — в такой эпатажной манере он объяснял свои взгляды в одной из статей 1993 года. Основными своими задачами он всегда считал не само искусство, а доктрину или систему, жёстко воплощаемую средствами того искусства, которым он занимается в данный момент, будь то живопись, музыка, литература или прямое изложение философии. Именно поэтому Юрий Ханон всегда определял свою профессию словом не «композитор», а «каноник» (лицо, определяющее правило).
Парадоксальный продолжатель дела своего деда, Михаила Савоярова (причём, совсем на других этажах искусства), Юрий Ханон — гроссмейстер гротеска в ленинградской музыке, — как пишет в своей монографии о советской симфонической музыке Борис Йоффе:512. Неожиданно для всех Ханон сумел в конце XX века вернуть к новой жизни дух радикальных футуристов и абсурдистов послереволюционных десятилетий, прежде всего, Лившица и Хармса. Его творчество пронизано эстетикой абсурда, тотальной игрой со смыслом и бессмыслицей, бытием и ничем, в которой юмор, издёвка и сарказм окрашиваются в тона Невыразимого, подобно тому, как это может быть у Кафки, Джойса, Платонова, Хармса, частично Айвза, Сати, возможно — отчасти, Кейджа. Связь со Скрябиным, которую Ханон декларирует широко и регулярно, нисколько не отражается на стилистике и музыкальном языке, — речь здесь идёт только о взаимоотношении музыки и внемузыкальной, общей доктрины:512. Даже простое перечисление язвительных (временами, почти оскорбительных) названий ханоновских произведений уже даёт примерное представление о его специфической эстетике, а для некоторых, особо проницательных, возможно, даже и — философии. Впрочем, кроме наружных названий здесь есть ещё и внутреннее содержание, так сказать, начинка, которая никогда не совпадает с вывеской, но напротив, всякий раз предлагает новые парадоксы, ничуть не менее странные и неожиданные. И никакая маска, как в кошмарной комедии dell’arte — не становится последней:512. Его мнение, как кажется, вполне разделяет и Виктор Екимовский, посвятивший Ханону одну из глав своей «Автомонографии».

«…Юрий Ханонъ — каноник и доктринёр. Это значит, что он не просто композитор. Сочинение музыки для Юр. Ханона есть способ выразить Доктрину. Такими же способами являются литературный труд и исполнительство. Ханонъ играет фортепианные произведения Эрика Сати и Александра Скрябина. Их он считает своими учителями, а других называет „просто композиторами“. Юр. Ханонъ пишет очень много музыки. Она бывает двух видов: средняя и экстремальная. <…> Фигура Ханина чрезвычайно любопытная, уникальная для нашего (да и не только нашего) времени…»— ( Виктор Екимовский, «Автомонография»)
Вместе с тем, музыка Ханона, равно как и он сам в последние два десятка лет почти отсутствует в российском культурном пространстве. И только время от времени появляются его опубликованные книги, отчасти, связанные с музыкой (прямо или косвенно) или же не имеющие к ней отношения.
По образу жизни и мотивации подобного решения нередко проводят параллель между Ханоном и известным математиком Григорием Перельманом, его сверстником и земляком, называя такой образ жизни «перельмановским». Это сравнение тем более наглядно, что оба они демонстративно покинули профессиональную среду после объявленной премии. Кроме того, сходство усиливается тем, что в детстве Григорий Перельман учился играть на скрипке, затем на всю жизнь сохранив интерес к классической музыке.

## Музыкальные сочинения

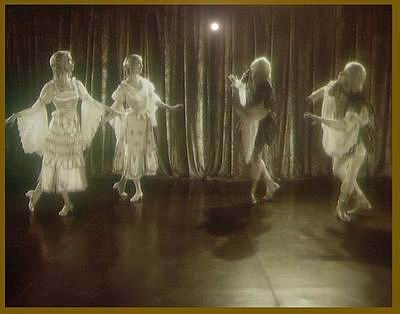
Менуэт из оперы-антракта «Шагреневая Кость»

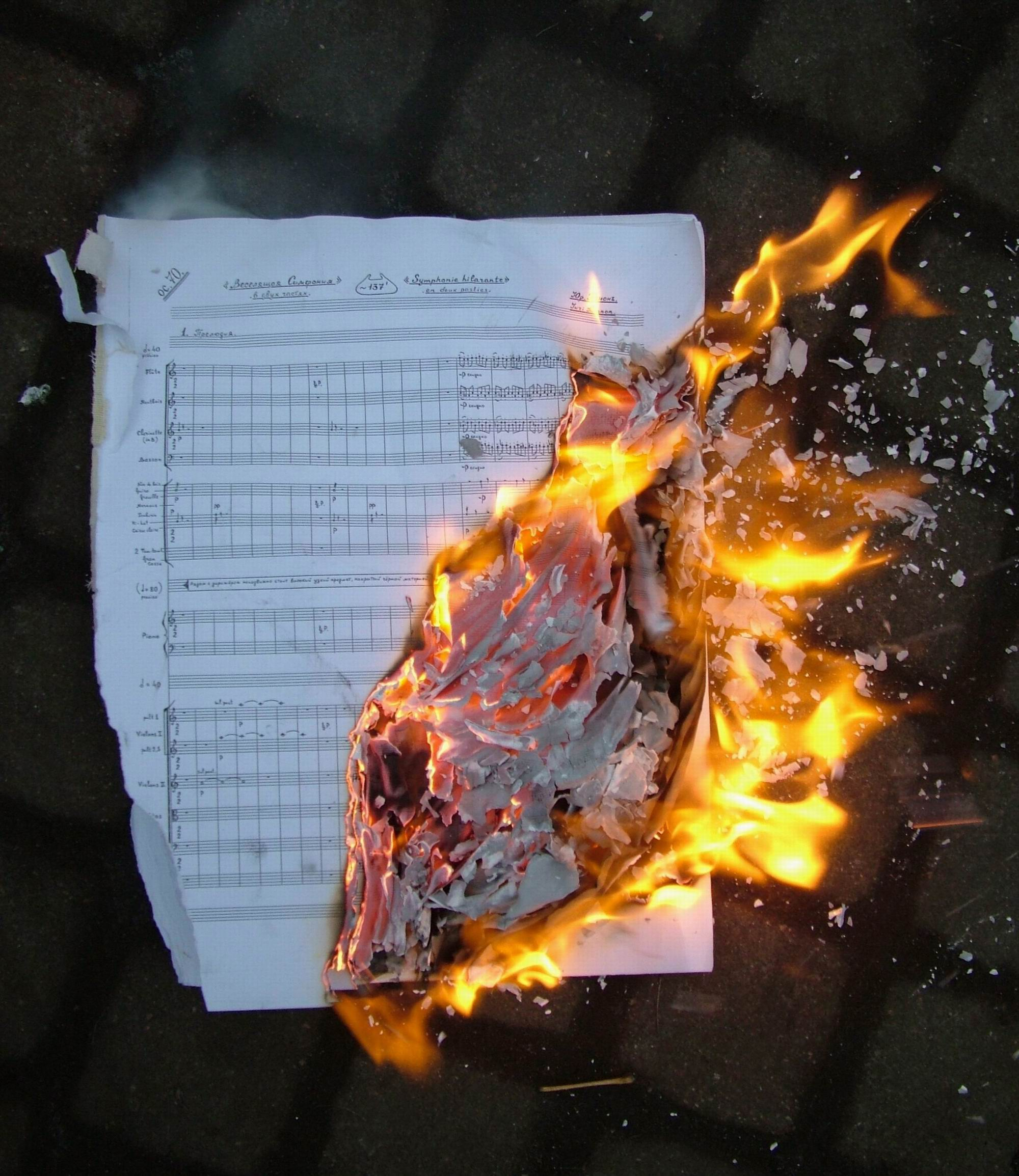
«Веселящая Симфония»
(ноябрь 2017, премьера)

- Балеты:[3][20]

«Шаг вперёд — два назад» (oc.24, 1986, одноактный балет по статье В. И. Ленина, либретто: Юрий Ханон),
«Шагреневая Кость» (oc.37, 1989, по роману Оноре де Бальзака «Шагреневая кожа»),
«Окоп» (oc.39-с, балет военного времени на пересечённой местности, 1992),
«Треску́нчик» (oc.43, 1990, по балету Петра Чайковского «Щелкунчик»),
«Зиже́ль» (oc.55, 1993, по балету Адольфа Шарля Адана «Жизель»), список не полный,
- Оперы:[3][20]

«Венецианский Гондольер» (ос.1, 1983—1996, одноразовая опера),
«Шагреневая Кость» (oc.38, 1990, опера-антракт из одноимённого балета),
«Тусклая жизнь» (oc.54, 1993, тусклая опера, либретто и текст: Юрий Ханон),
«Сила Судьбы» (oc.59, 1995, opera omonima, на либретто оперы Джузеппе Верди «Сила судьбы»),
«Норма» (oc.65, 1997, opera incognita, по сюжетной канве оперы «Норма» Винченцо Беллини),
«Что сказал Заратустра» (oc.68, 1998, церковный зингшпиль по книге Фридриха Ницше «Так говорил Заратустра»), список не полный,
- Сочинения для оркестра:[3][20]

«Симфония Собак» (oc.35, 1989, большая «музыкально-оркестровая» симфония),
«Средняя Симфония» (oc.40, 1990, для оркестра и трёх духовных лиц),
«Три Экстремальные симфонии» (oc.60, 1996, в ста восьми частях),
«Веселящая Симфония» (oc.70, 1999, для оркестра и действующего лица),
«Концерт для дирижёра с оркестром» (ос.16, 1985, «Так называемая Музыка»),
«Убогие ноты в двух частях» (ос.18, 1985, для фортепиано и струнного оркестра),
«Пять мельчайших оргазмов» (ос.29, 1987, для оркестра и фортепиано),
«Публичные песни» (ос.34, 1988-89, для оркестра и певцов),
«Перелистывая людей» (oc.50, 1992, оркестровая фреска в пяти часах для блуждающего оркестра),
«Маленькая ночная музыка» (ос.53, 1992, для комнатного оркестра и двух голосов, напротив Моцарта),
«Карманная Мистерия» (ос.74, 2001-2016, тектонический толчок на конец света в пятидесяти часах), список не полный,
- Псевдорелигиозные сочинения:[20]

«Внутренний Реквием» (ос.71, 2000, альбигойский «Requiem internam»),
«Missa sterilis» («Стерильная месса» для пяти лиц, oc.61, 1996),
«Карманная месса» (ос.69, 1998, для четырёх экзекуторов),
«Agonia Dei» (ос.72, 2000, мистерия для смешанного состава),
- Камерная музыка:[3][20]

«25 положительных песен» (ос.33, 1988, на стихи А. А. Фета),
«Каменное Лицо» (ос.41, 1990, тридцать учебных песен на стихи Фёдора Тютчева) с приложенной рецензией Святослава Рихтера,
«Маленькие детские пьесы большого содержания» (ос.46, 1991, тексты: Юрий Ханон),
«Песни во время еды» (ос.49, 1991, тексты: Юрий Ханон),
«17 романсов на стихи Чайковского» (ос.63, 1997, для фортепиано и аккуратного певца),
«Два измышления» (ос.73, 2001, для тенора и альта, на тексты Фридриха Ницше), список не полный,
- Фортепианная музыка:[3][20]

«Средний темперированный клавир» (ос.39, 1990, 27 прелюдий и фуг для фортепиано средней темперации),
«Смутные пьесы неясного происхождения» (ос.42, 1990, смутная сюита для фортепиано),
«Удовлетворительные пьесы» (ос.56, 1994, «Pieces Saties-faisantes», Большая сюита),
«Ресторанные пьесы» (ос.57, 1995, для механического пианино),
«24 упражнения по Слабости» (ос.62, 1996, для желающих углубиться),
«50 этюдов для упавшего фортепиано» (ос.64, 1997, для упавшего фортепиано),
«Окостеневшие прелюдии» (ос.67, 1998, четырёхчасовое время для фортепиано), список не полный,

…Хотя Ханон и называет Сати и Скрябина своими учителями, однако привлекает его вовсе не музыка этих композиторов, но их склонность к привязке — некоторые сказали бы даже подчинению — музыки некоей посторонней идее. По словам Ханона, композитор — прежде всего, идеолог в отношении своего музыкального материала. Элементы игры (как семантические, так и фонетические), парадокс, абсурд и нарочная бессмыслица (инверсия и новообразование слов, ложное цитирование и лимерики) — всё это придаёт эстетике Ханона оттенок вызывающего эпатажа по отношению к слушателю…— Людмила Ковнацкая (из статьи в словаре Гроува)
Начиная с 2006 года Юрий Ханон перешёл на особый «реверсивный» метод композиции, когда «одна партитура пишется вперёд, а другая — одновременно назад, к своему полному уничтожению». Действуя таким образом, он рассчитывает до условного срока полностью уничтожить все свои ранее написанные сочинения, как опубликованные и исполненные, так и не изданные. Таков его герметический ответ:
" Этот мир — преступник, он не заслужил ничего, кроме пепла "…:513

## Фильмография

«Шагреневая Кость». Ю.Ханон у дверей Мариинского театра, 1992

Юрий Ханон работал в кино очень непродолжительное время, всего три года (1988—1991). Первую свою работу («Дни затмения» кинорежиссёр А. Сокуров) он написал, будучи ещё студентом консерватории. Однако, несмотря на европейский успех, вторая его работа стала фактически последней. Сделав всего три кинофильма, из которых первый был отмечен Европейской киноакадемией призом «ЕвроОскар» (Felix) за лучшую музыку в кино («Дни затмения», ноябрь 1988 года, Западный Берлин), Юрий Ханон более уже не возвращался к работе в кино и для кино. На десятки предложений кинорежиссёров о сотрудничестве всякий раз отвечал отказом. С 1991 года Юрий Ханон прекратил также и всякую публичную деятельность и полностью сконцентрировал себя на главной работе, которая, по его выражению, может происходить только наедине «между кончиком карандаша и бумагой».

 …Неведомое ранее мне волнение испытываю, когда представляю себе блестящее будущее совсем ещё молодого, но уникально талантливого композитора Юрия Ханина, ленинградца. Сквозная мелодия пластинки, как одинокий голос, живущий в человеке, напоминает о величайшей грусти размышлений о конечности жизни и о величии одухотворённой талантливости — это фрагменты сочинений Ханина к фильму «Дни затмения». Скорбное бесчувствие нашей жизни должно отступить перед величием гармонии искусства. — Александр Сокуров, аннотация к пластинке
«Одинокий голос человека» («Мелодия», Ленинград, 1988 г.)

Статуэтка европейского «Оскара», 1988

Киноленты, в которых принимал участие Юрий Ханон:
- 1988 — «Дни затмения» (СССР: композитор)[25]
- 1989 — «Спаси и сохрани» (СССР: композитор)[26]
- 1990 — «Мелкий бес» (короткометражный, СССР: композитор)
- 1992 — «Шагреневая Кость» (Россия: композитор, исполнитель главной роли, сценарист: совместно с И.Безруковым)

Призы и премии:
- 1988 — Премия «Феликс» Европейской киноакадемии (За лучшую музыку, фильм «Дни затмения»)[27]
- 1989 — Номинация премии «Ника» Союза Кинематографистов СССР («Один из трёх композиторов», за лучшую музыку, фильм «Дни затмения»).
- Гильдия кинокритиков России в 2000 году включила фильм «Дни затмения» в список ста лучших фильмов за всю историю отечественного кинематографа[28].
- В 2001 году фильм «Дни затмения» вошёл в список 100 лучших кинолент XX века, отобранных Европейской киноакадемией[25].

## Публичная деятельность
В период с 1988 по 1991 годы Юрий Ханон выступил в серии симфонических и камерных концертов, прошедших в крупнейших музыкальных центрах России (Москва, Свердловск, Ленинград, Казань) и в Европе (Париж, Нуи, Турин). Турне сопровождалось шумным, иногда скандальным успехом. Наиболее громкий резонанс имели четыре концерта Юрия Ханона («Музыка Собак») в Москве на премьерном показе кинофильма «Дни затмения» (ДК ЗВИ, 1-4 декабря 1988 года). На это же краткое время (1989—1991) Юрий ХанонЪ принудил себя исполнять обязанности «медийной» персоны, давая в течение трёх лет десятки интервью для TV, радио, прессы. Даже в самые бесцензурные годы перестройки, он позволял себе до такой степени откровенные по отношению к музыкальному и государственному истеблишменту высказывания, что даже известный своим свободомыслием режиссёр Марк Захаров вынужден был вырезать интервью Ханона из своей «Кинопанорамы». Примерно по той же причине цикловая рубрика «Ханинские Чтения» в рамках знаменитого «Пятого Колеса» на ленинградском телевидении была закрыта после первого же эфира. Порой ещё более резкие оценки вызывали выступления молодого автора у основных музыкальных и культурных авторитетов последних лет советского времени:

Телепередача <…> (из Ленинграда). Романсы (?!) на слова Тютчева и певец (такой же идиот).
Абсолютное безобразие. Как можно было допустить этих двух «дебилов», чтобы их слушали телевизионные слушатели.
Они на уровне первого курса музыкальной школы, да ещё с претензией сравнивать себя со Скрябиным, «единственным настоящим композитором». Оскорбление стихов Тютчева. Бред собачий…— Святослав Рихтер (Дневники, 1990 г.)
В этой цитате Святослав Рихтер высказывает своё отношение к многократно исполнявшемуся в начале 1990-х годов вокальному циклу «Каменное лицо» (на стихи Тютчева). Впрочем, Юрий Ханон за краткое время своей публичной и концертной деятельности исполнял далеко не только свою собственную музыку. Пожалуй, самыми известными его концертами, прошедшими в Ленинграде и по стране в 1990—1991 годах, стали «Засушенные эмбрионы», носившие двойное название и такое же авторство (Эрик Сати, Юрий Ханин). На этих концертах впервые в СССР и России (и также впервые на русском языке) было исполнено большинство вокальных сочинений эксцентричного французского композитора Эрика Сати, творчество которого до той поры оставалось в Советском Союзе почти неизвестным. Также Юрий Ханон в своих программах исполнял в странном соседстве фортепианные произведения Сати и Скрябина. Кроме того, Юрий Ханон «приводил в исполнение» и произведения некоторых других французских композиторов, последователей и современников Сати. Так, ему принадлежит честь первого исполнения в СССР и России вокального цикла «Сельскохозяйственные машины» Дариуса Мийо:512. Это произведение для женского голоса и семи инструментов было исполнено особой техникой «sprechstimme» в малом зале Ленинградской консерватории — в 1986 году, тоже впервые на русском языке.
В 1992 году английской звукозаписывающей фирмой Olympia (Лондон) был выпущен компакт-диск, составленный из трёх симфонических произведений Ханона: «Пять мельчайших оргазмов», «Некий концерт» для фортепиано с оркестром и «Средняя Симфония».

…На диске мы имеем возможность лицезреть три сочинения, весьма различных по звуку и задачам. «Пять мельчайших оргазмов» oc.29 (1986) — сочинение, написанное как прямой отклик на «Поэму экстаза» Скрябина. При всей парадоксальности такого сопоставления, сквозь него ясно просвечивает идея. «Некий концерт» для фортепиано с оркестром, ос.31 (1987) — написан в жанре лживого концерта, концерта-обманки, когда лучшие ожидания слушателя всякий раз оборачиваются полнейшей пустотой. Тема обмана и фальсификации в разных формах вообще характерна для сочинений этого автора. «Средняя Симфония» ос.40 (1990) в шести частях с текстом того же автора — это крупное и крайне сомнительное сочинение. Оно завершается огромным каноном, в котором три певца поют друг за другом один и тот же текст, запаздывая на 81 такт. Текст — до предела задумчивый и в силу этого достигает высоты окончательного абсурда, по замыслу Автора он предназначен постепенно перевернуть всё впечатление от симфонии, а также и всей вашей жизни.— Исчерпывается ли этим содержание диска? Не могу сказать, навряд ли.
Музыка именно с этого диска время от времени (без согласия автора) попадала в российские и зарубежные театральные постановки, а также в саундтреки кинофильмов и телепрограмм. Это — единственный диск, выпущенный автором в публичный прокат. Более десяти последующих мастер-дисков Юрий Ханон не выпустил в производство.
После 1992 года Юрий Ханон прекратил концертную и публичную деятельность и полностью «ушёл в тень» (по его собственному выражению), ограничиваясь работой в одиночестве над своими партитурами, книгами и картинами. С того момента практически все предложения театральных и кинорежиссёров были отвергнуты, а инициативы известнейших мировых и российских музыкантов-исполнителей остались без последствий и реализации:

…у меня возникли новые творческие контакты. К ним относится малоизвестный, но, по-моему, очень интересный композитор Юрий Ханин. Он представился как эксцентрик и абсурдист, о чём говорят сами названия его сочинений: «Некий концерт», «Опера-антракт из одноимённого балета», «Средняя симфония». Некоторые из них я намерен включить в свой новый компакт-диск под условным названием «Юмор и абсурд в музыке». — (Владимир Ашкенази: «Жизнь без музыки была бы ошибкой», интервью.)
Ни этот диск, ни десятки других проектов, в которых по замыслу организаторов должен был участвовать Юрий Ханон, не состоялись и не имели продолжения. После ухода из публичного пространства единственный концерт, в котором его музыка исполнялась наряду с другими композиторами (Екимовский, Янсен, Жоскен Депре), состоялся в марте 2000 года в Эрмитажном театре, где с большим резонансом было исполнено сочинение для фортепиано и камерного струнного оркестра «Убогие ноты в двух частях». Впрочем, и в этом событии автор также не участвовал и на концерте лично не присутствовал.

…Если ввести некий «коэффициент эстетической полезности», который показывает, насколько автор способен породить «общий смысл», переживаемый, однако, тоже и чисто музыкально, — самым высоким сей показатель имел бы Юрий Ханон. Ханон в «Убогих нотах» естественно мыслит внемузыкальными понятиями — ‘’убожество, бедность, ничтожество’’ — и создает адекватный им музыкальный язык. Никого он не желает рассмешить, а то, что половина зала лежала от смеха, скорее можно объяснить защитной реакцией на эстетический шок.. — ( Борис Филановский, «Насущная пиротехника»)
Ещё одним артефактом конца 1990-х годов стал балет «Средний дуэт» на музыку «Средней Симфонии» Ханона, поставленный балетмейстером Алексеем Ратманским на сцене Мариинского театра в ноябре 1998 года, а затем перенесённый на сцену ГАБТа и Нью-Йорк Сити балета. Дипломант конкурса «Золотая маска», исполнявшийся по всему миру во время гастролей ведущих российских балетных трупп в качестве спектакля или отдельного концертного номера и заслуживший репутацию одного из лучших одноактных балетов России начала XXI века, «Средний дуэт» был снят со всех сцен и запрещён к исполнению спустя десять лет после премьеры.

## Литературные работы
В качестве писателя эссеиста и беллетриста Юрий Ханон работает с 1983 года, — примерно такой же срок, как и в композиции. Однако, равно как и в своей музыкальной части творчества, он в течение всего этого времени не был занят публичной судьбой своих сочинений. За исключением романа «Скрябин как лицо» и одного небольшого рассказа, все свои произведения художественной прозы он писал прямо «в стол» безо всякого расчёта на публикацию и до 2010 года ни разу не поднимал вопроса о выпуске в тираж.

Его перу принадлежит более сорока небольших рассказов, пять повестей (самые крупные — «Чернеющий на срезе» и «Повесть о той жизни») и роман «Кост-Малламырский синдром», ни одно из этих произведений не опубликовано. Стиль этой прозы — тяжёлый, вязкий и перегруженный словесной игрой, пожалуй, может быть расположен между «Чевенгуром» Платонова и поздними рассказами Хармса. Позднее этот стиль проявился в работе над наследием Альфонса Алле — писателя, известного своим чёрным юмором и виртуозной словесной игрой. Всего один маленький рассказ «Моя маленькая правда о той войне» (адаптированный отрывок из романа «Кост-Малламырский синдром») был почти случайным образом опубликован в московском журнале «Место печати» (№ 5, 1994).

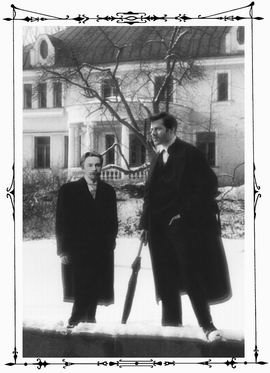
«Скрябин как лицо» (фронтиспис)
Ю.Ханон и А.Скрябин (1902 г.)

В 1993 году по настоянию петербургских издателей Юрий Ханон вёл еженедельную рубрику «обструктивной антимузыкальной критики», в рамках которой опубликовал цикл (более двадцати статей) «Тусклые Беседы», в которых в провокационной и саркастической форме ознакомил читателей с основными положениями своей социальной доктрины (газета «Сегодня», С-Петербург, апрель-ноябрь 1993). Через полгода их публикация была прервана. Сегодня практически все эти, а также некоторые другие цикловые статьи представлены на различных интернет-ресурсах.
Первой крупной опубликованной работой стал большой роман в псевдомемуарах «Скрябин как лицо» (издательство «Лики России» совместно с Центром Средней музыки, С-Петербург, 1995 год), произведение, практически не имеющее аналогов по своему жанру и форме. Это очень толстая книга (почти 700 страниц), которую Юрий Ханон опубликовал специально ради создания некоего прецедента, в виде элитарного предмета книжного искусства. И литературный стиль, и язык, и ритм повествования разительно отличается от рассказов и повестей этого автора. Текст романа основан на подробнейших личных воспоминаниях автора, в течение более двадцати лет близко знакомого с композитором Александром Скрябиным. Повествование ведётся от первого лица, тоже композитора, который попеременно предстаёт под фамилией Юрий Ханон, ХанонЪ или Ханин. Язык и стиль — лёгкий, местами даже нарочито разжиженный, в целом основанный на разговорном и литературном языке первых двух десятилетий XX века.
С другой стороны, книга «Скрябин как лицо» написана как подробнейший биографический и, отчасти, музыковедческий атлас по жизни и творчеству Александра Скрябина (исключая последние шесть лет его жизни). — Отчасти, автор попытался создать некий универсальный справочник по произведениям и событиям жизни известного композитора, написанный в форме лёгкого беллетристического чтения. Впрочем, лёгкость эта обманчива, поскольку вся книга в целом и многие её страницы полны психологической, философской и музыкальной аналитики, так или иначе связанной с проблематикой скрябинского наследия.

…Творчество Скрябина в книге описано самым дотошным образом: Скрябин для Ханина — его alter ego, и потому заподозрить мемуариста в том, что он чего-либо не знал из скрябинской музыки, попросту невозможно. К тому же, будучи превосходным пианистом, он переиграл (причём в публичных концертах!) чуть ли не всё скрябинское наследие. Очевидцы клавирабендов Ханона вспоминают, что игра пианиста впечатляла не только бесподобным техническим уровнем, тонким пониманием всех поворотов скрябинского мышления, но и тем, что он не боялся подправлять великого мастера,  «улучшать» (!) его нотный текст (кстати, об этом говорится и в книге)…— ( Виктор Екимовский «Автомонография»)
Особую часть проекта составляет собственно издание книги как предмета книжного искусства. Представляя собой тотальный авторский продукт, книга была издана в стиле дорогих подарочных изданий XIX века, тиражом 2000 обыкновенных экземпляров и ещё более 300 элитных (разделённых на нумерные и именные), в кожаном переплёте (в стиле и по технологии XIX века). Текст, редактура и художественное оформление вплоть до форзацев и обложки полностью выполнены автором. Несмотря на то, что книга очень слабо рекламировалась и плохо распространялась, роман имел большой резонанс в профессиональных кругах и был оценён как «ни на что не похожее» или исключительное произведение, не имеющее аналогов и прецедентов. Немалым образом тому способствовал необычно высокий эстетический уровень издания и внешний облик книги.

Когда автору удается приложить руку к каждому квадратному миллиметру своей шестисотвосьмидесятистраничной маски, позитивные эмоции и ощущения затмевают вечно сомневающийся разум, и только положительные стороны остаются в поле зрения. Именно так и происходит в случае с книгой Ю.Ханина, выпущенной издательством «Лики России» в Санкт-Петербурге. Буквально первое, что замечаешь, когда держишь книгу в руках, это её необыкновенная весомость. Понимаешь, что эта книга является предметом искусства, своего рода артефактом, призванным послужить наградой археологам будущего..
— Александр Буров, «Петербургский книжный вестник», рецензия на книгу «Скрябин как лицо»

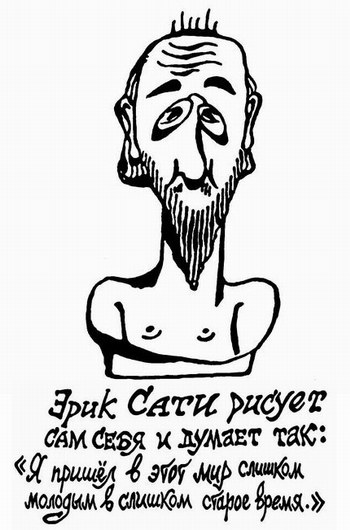
Эрик Сати, автопортрет (из книги «Воспоминания задним числом»)

Следующая книга вышла в свет только после пятнадцатилетнего перерыва. В 2010 году Центр Средней Музыки совместно с издательством «Лики России» опубликовал ещё один толстый труд из истории музыки: «Эрик Сати, Юрий Ханон. Воспоминания задним числом». Книга объёмом почти в 700 страниц не случайно имеет двух авторов: она написана в провокационной и свободной форме. В неё вошли все литературные произведения, критические статьи, заметки и даже записные книжки Эрика Сати, а также почти все письма, более шестидесяти рисунков и вся его жизнь, от рождения и до смерти. Это первая книга Сати и о Сати, вышедшая на русском языке.
Жанровая форма, а также структура этой книги ещё более сложна и запутана. В отличие от предыдущей работы, язык не поворачивается назвать «Воспоминания задним числом» «романом» или мемуарами (пускай, даже и псевдомемуарами) — несмотря даже на то, что слово «воспоминания» вынесено в заголовок и на обложку. Написанный в очевидном соавторстве (Сати-Ханон), в итоге, текст книги не принадлежит ни одному из авторов, или сразу двоим одновременно. Рецензенты с трудом подбирают слова, пытаясь как-то охарактеризовать эту книгу: «автор полностью идентифицируется со своим героем, и таким образом возникает новый жанр, объединяющий одновременно научное издание, аналитическое эссе и мистификацию»:512. Однако эта оценка не вполне верна, поскольку сам автор никого не пытается мистифицировать и прямо объявляет в тексте книги, что «ничто здесь не осталось нетронутым и всё подверглось воздействию его зловредного пальца», и в качестве окончательного штриха цитируя жестокий афоризм самого́ Эрика Сати: «хотя наша информация некорректна, мы за неё не ручаемся»:9. Несколько разрешённых автором (или авторами?) текстов из «Воспоминаний задним числом» можно найти в рубрике Эрик Сати (в Викитеке).
В 2013 году Центром Средней Музыки и издательством Лики России было выпущено ещё одно прецедентное издание — «Юрий Ханон. Альфонс, которого не было». Это первая книга Альфонса Алле и об Алле на русском языке. Наряду с двумя известнейшими и популярными сборниками рассказов французского эксцентричного писателя А. Алле — «Мы не говядина» и «Дважды два почти пять», полностью вошедшими в настоящее издание, в книге представлен ещё один малоизвестный микросборник «Три ботинка», состоящий всего из трёх жёстко-абсурдистских рассказов. Также, в книгу вошли два больших предисловия — «Альфонс который был» и «Альфонс которого не было». Русский текст, в своём роде свободный аналог (или двойник) острого и едкого французского «языка» Альфонса Алле, — полностью воспроизвёл и составил Юрий Ханон.

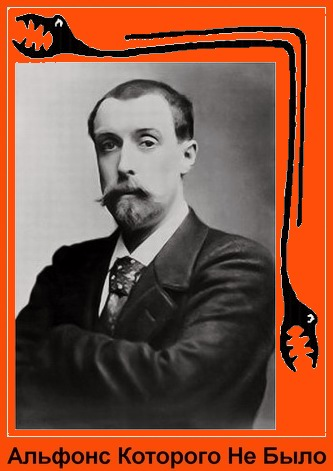
Альфонс Алле
(фотография из книги) «Альфонс которого не было»

Эта книга, равно как и предыдущая, по форме и по сути является не переводом, и даже не адаптацией, а в полной мере соавторской работой, поскольку все тексты (а временами, даже и сюжеты) Альфонса Алле подверглись глубочайшей переработке, переделке и переосмыслению. Игра слов, свободная и жёсткая, к которой постоянно прибегал в своём творчестве Альфонс Алле, в принципе очень слабо поддаётся переводу на русский язык. Именно потому Юрий Ханон выступил не как переводчик, а как ещё один автор предлагаемого текста, создав, по сути, новый вариант прозы и, как следствие, нового писателя: Альфонса, которого не было. Разумеется, не обошлось и без фирменного авторского эпатажа:

«…B эту книгу…, я повторяю, в эту книгу я вложил всё…,
…всё что мне до сих пор было известно о тупости и
о скудоумии…, я повторяю, о скудоумии и тупости…,
вашей тупости…, мадам, мсье…, и даже мадмуазель.
А всех остальных я попросил бы не беспокоиться.
Потому что беспокоиться — поздно»:5.— ( Юрий Ханон, эпиграф из книги «Альфонс которого не было»)
Книга «Альфонс которого не было» стала первой, но отнюдь не последней в русском наследии Альфонса Алле. Тому же тандему авторов, (хотя и с разной степенью участия Альфонса Алле) принадлежат ещё несколько книг, выпущенных нумерованными тиражами в «Центре Средней Музыки», среди которых можно особо отметить: «Три Инвалида» (С-Петербург, 2011), «Ханон Парад Алле» (2011), а также «Два Процесса», «Мы не свинина», «Не бейтесь в истерике» и, пожалуй, основной труд «Чёрные Аллеи» (написанный в ранее неизвестном жанре «философской эксцентрики»), который вместил в себя 160 отборно жёстких и жестоких рассказов чёрного цвета и 200 философских эссе, — «как если бы абсурдный человеческий мир в редакции Альфонса Алле предстал с подробными комментариями Фридриха Ницше»:543. Все эти книги не поступили в свободную продажу, поскольку ещё до издания оранжевой книги «Альфонса» сотрудничество автора с издательством «Лики России» было полностью прекращено.
После 2009 года Юрий Ханон приступил к публикации своих эссе, рассказов, статей и исследований на собственном сайте «хано́граф», за полтора десятка лет их число превысило две сотни. Кроме основного автора, на том же ресурсе публиковались, часто в соавторстве, также Борис Йоффе, Виктор Екимовский, Владимир Тихонов, Псой Короленко и другие известные персоны. Тематика текстов очень широкая, от «натурфилософии натур» до исторического музыковедения и в целом соответствует спектру интересов основного автора. В 2024 году оба персональных сайта Ю.Ханона были архивированы «на вечное хранение» в каталог Баварской государственной библиотеки.

## Некоторые публикации
Юрий Ханон: его книги
- «Скрябин как лицо» (роман, часть первая), 680 с. — С-Петербург, 1995
- «Ницше contra Ханон» или книга, которая ни на что не похожа, 840 с. — С-Петербург, 2009
- «Воспоминания задним числом» Эрик Сати, Юрий Ханон, 680 с. — С-Петербург, 2010
- «Альфонс, которого не было» (сборник сборников), 544 с. — С-Петербург, 2010
- «Два Процесса» (или маленькое открытие), 568 с. — С-Петербург, 2011
- «Чёрные Аллеи» (или первая книга не для людей), 648 с. — С-Петербург, 2012
- «Три Инвалида» (животное, человек, инвалид) в трёх томах. — С-Петербург, 2013
- «Два Гримёра» (совместно с Л.Латыниным), 304 стр. — С-Петербург, 2014
- «Избранное Из’бранного» Юрий Ханон, Михаил Савояров, 356 стр. — С-Петербург, 2017

Юрий Ханон: его статьи
- «Лобзанья пантер и гиен» (Ханин о Скрябине), журнал «Огонёк» № 50, декабрь 1991. Москва[53].
- «Александр Николаевич — январские тезисы» (к 120-летию со дня рождения Скрябина), газета «Смена», С-Петербург, 7 января 1992.
- «Моя маленькая ханинская скрябиниана» (философские тексты А. Н. Скрябина с комментариями), журнал «Место Печати» № 2 — 1992. Москва[54].
- «Эрик-Альфред-Лесли, совершенно новая глава» (Юрий Ханон об Эрике Сати), «Ле журналь де Санкт-Петербург» № 4 за 1992 г.
- «Несколько грустных слов по поводу годовщины усов» (к 121-летию со дня рождения Скрябина), газета «Смена», С-Петербург, 7 января 1993.
- «Тусклые Беседы» цикл регулярных статей, Юрий Ханон, газета «Сегодня», С-Петербург, апрель-ноябрь 1993[55].
- «Беседа с психиатром в присутствии увеличенного изображения Скрябина» (Юрий Ханон и Роман Войтенко о Скрябине), журнал «Место печати», № 4 — 1993[56].
- «Моя маленькая правда о той войне» Ю.Ханон, рассказ, журнал «Место печати», № 5 — 1994, Москва[57].
- «Самые неожиданные растения» Ю.Ханон, статья, журнал «Цветоводство», № 1 — 1995, Москва.
- «Стапелии на севере» Ю.Ханон, статья, журнал «Цветоводство», № 2 — 1995, Москва
- «Тезисы одного несостоявшегося каменного доклада» Юрий Ханон, журнал «Кактусы и другие сухолюбивые растения», № 3 (29) 2006.
- Эссе, статьи и беллетристика в культурологическом проекте Хано́граф

Юрий Ханон: интервью и статьи о нём
- Губин Д. Игра в дни затмения, интервью // журнал Огонёк. 1990 г., № 26, июнь.
- Морозова И. «Юрий Ханин: вектор жить», интервью // Театральная жизнь. 1990. № 12, июнь.
- Фохт Н. «Эффект Бетховена в системе водопровода», интервью // Собеседник. 1990. № 44, октябрь.
- Юсипова Л. «Композитор мысли», статья // Театр. 1990. № 11, ноябрь[3].
- Любарская И. «Один из трёх композиторов», интервью // Столица. 1991. № 11, апрель.
- Максимов М. Ханин — Сати. «Музыка эмбрионов», интервью // Смена. 1991. 9 мая.
- Шевченко К. «Скрябин умер, но дело его живёт», интервью // Смена. 1991. 13 ноября.
- Кочетова С. «Я занимаюсь провокаторством и обманом», интервью // газете Час пик. 1991. 2 декабря.
- Абраменко О. «Ханоническое лицо Александра Скрябина», статья // Час пик. 1998. 21 января.
- Юрий Ханон. «Не современная не музыка», первое интервью за двадцать лет // Современная музыка, № 1 — 2011, (обложки журналов «Современная музыка» за 2011 год).
- «Человек, которого не было» (интервью с Н. Солодниковым, программа «ещёнепознер», 14 октября 2021, более полумиллиона просмотров)

## Комментарии
1. ↑  Говоря о лимериках, по всей видимости, Людмила Ковнацкая имеет в виду некую метафору или самый общее значение этого слова: острый афористический жанр абсурда. В конкретном узком смысле Юрий Ханон никогда не прибегал к лимерикам, считая их слишком лёгким, развлекательным жанром.